# Republikken Nordingermanland
Republikken Nordingermanland (finsk: Pohjois-Inkerin tasavalta) eller Republikken Kirjasalo (finsk: Kirjasalon tasavalta) var en kortlivet republik syd for det Karelske Næs udråbt af Finskingermanlændinge i 1919. Målet var en tilslutning til Finland, men ved freden i Dorpat 1920 genindlemmedes området i stedet i Russiske SFSR. Dog havde man vist selvstyre frem til 1930'erne: I 1928 blev Kuivaisi Nationale Distrikt etableret i området med administrativ base i Toksovo. Det blev i 1939 ophævet, og området blev sluttet til Pargolovo-distriktet.